# Rados Móric
Rados Móric, 1912-ig Rosenzveig, Izraelben: Rados Mose (Abony, 1888. október 18. – Izrael, 1976.) közgazdasági író, szerkesztő.

## Életútja
Rosenzveig Jakab hitközségi szolga és Friedman Janka fia. Budapesten végezte tanulmányait, majd az ottani Új Hírek és Új Szó című napilapok munkatársa. 1912-14 között az Abony című „társadalmi, közgazdasági és szépirodalmi hetilap” szerkesztője. 1919 körül költözött Kolozsvárra, itt részt vett az Új Kelet című zsidó politikai lap beindításában. 1921-ben megalapította a Radio Reclama România részvénytársaságot, amelynek vezérigazgatója lett. Gazdasági és pénzügyi információszerzéssel, reklámmal, könyv- és lapkiadással foglalkoztak. A cég keretében létesítették 1920-ban a Cultura könyvnyomdát, amely 1940-ig működött, s amely reklámanyagon kívül több közgazdasági kiadványt és lapot jelentetett meg. A Minerva nyomdától átvette a világháború előtti Erdélyi Közgazdaság, majd 1920-tól Közgazdaság című pénzügyi, kereskedelmi és ipari hetilapot s azt Erdélyi Közgazdaság-Rumänischer Lloyd kettős címmel jelentette meg magyar és német nyelven Boronkay Béla, majd Ioan Petruca szerkesztésében. 1926 decemberétől aztán elmaradt a magyar cím és szöveg. A hirdetéseket kivéve német nyelvűvé vált lap 1940-ben szűnt meg. Ennek társkiadványa volt a magyar és román nyelvű Consum című közgazdasági hetilap (1921-1940); ezt Gheorghe Petruca szerkesztette, 1938-40-ben Rados volt az igazgató-adminisztrátora. A cég kiadásában Consum könyvtár címmel pénzügyi-gazdasági füzetsorozatot is megjelentettek magyar, román és német nyelven.
A két hetilap közös vállalkozásában jelent meg Rados Móric és Székely János szerkesztésében 1923-ban és 1924-ben a Közgazdasági évkönyv (Erdély gazdasági lexikonja) két kötetét. Ezek magyar nyelven közlik mindazokat a Romániában érvényes jogi, pénzügyi, kereskedelmi, biztosítási, adóügyi tudnivalókat, törvényeket és rendeleteket, amelyeket a hatalomváltozás után a gazdasági életben dolgozóknak ismerniük kellett. Rados Móric részt vett a zsidó közéletben is.
A Világ című napilap 1948. június 25-én megjelent egyik cikke alapján a háborút követően feleségével Izraelbe ment, ahol 1976-ban hunyt el. Fia, Rados István (Rados Jehuda) 1915-ben született, jogot tanult Kolozsváron, de az antiszemita támadások elől 1936-ban kivándorolt Palesztinába, ahol nyomdászként dolgozott. 1948-ban önkéntesnek jelentkezett a hadseregbe, itt értesült arról, hogy szülei megérkeztek a frissen kikiáltott Izraelbe. Találkozni azonban már nem tudtak, mert néhány nap múlva az  arab–izraeli háborúban életét vesztette Jeruzsálem Óvárosában.